# شنجن (الصين)
شينزين أو شنتشن أو شنجن (بالـصينية: 深圳 = Shēnzhèn), وبلهجة هونغ كونغ Sham chun, هي مدينة في جنوبي الصين، تتبع إدرايا مقاطعة «قوانغدونغ»، وتعد من أكبر المدن في الصين بلغ عدد سكان شنجن 17.79 مليون نسمة في عام 2023.

## تطورها
قبل 1980 م كانت المدينة تُسمّى «باو آن»، لم يتجاور عدد سكانها الـ20 ألفا وكان نشاطها مقتصرا على الصيد. تحولت المدينة بعدها وشكلت امتدادا لجزيرة «هونغ كونغ». منذ أن أصبحت منطقة اقتصادية خاصة أخذت في التوسع كل يوم. تحظى بموقع استراتيجي، في الوسط الجغرافي بين «هونغ كونغ» و«قوانغتشو» (عاصمة المقاطعة)، المكان الأمثل لإنشاء صناعات حديثة. تزدهر فيها الصناعات الخفيفة كإنتاج التحف الفنية والصناعات التقليدية، المنسوجات، الأدوية ومواد لبناء. كما تمد «شينتشين» «هونغ كونغ» بحاجياتها من مياه الشرب والمواد الغذائية ويعود الفضل في تأسيسها إلى دنغ شياو بينغ توفي سنة 1997.

## الجغرافيا
شينتشين لبمدينة المزدهرة تقع على ضفاف نهر اللؤلؤ، مساحتها الإجمالية 2.050 كيلومتر مربع بما في ذلك المناطق الريفية، ويبلغ عدد سكانها 8.615.500 نسمو حسب إحصاء أواخر 2009، وتقع في منطقة شبه مدارية، حيث تتردد عليها أعاصير خفيفة في فصلي الشتاء والخريف، ويبلغ متوسط الحرارة السنوية فيها 22 درجة مئوية، على الرغم من أنها يمكن أن تتجاوز في النهار حاجز الـ 35 درجة بعض الأحيان وتنقسم المدينة إلى سبع مناطق إدارية وهي لوخو، فوتيان، باو ان، نان شان، بوجي وشا تو جياو ولونغ غانغ.

## المناطق والضواحي
مدينة شينتشين تقسم إلى 7 مناطق وهي:
- لوهو
- فو تيان
- بو جي
- باو ان
- لونغ غان
- شاتو جياو
- نان شان
- دونجمن

## الجبال
- 梧桐山 جبل وو تونغ شان
- 笔架山 جبل بي جيا شان
- 马峦山 جبل ما لوان شان
- 莲花山 جبل ليان هوا شان
- 大南山 جبل دي نان شان
- 七娘山 جبل دا نيانغ شان

## الأنهار
- 深圳河 نهر تشينتشين
- 淡水河 نهر دان شويه
- 茅洲河 نهر ماو جوو
- 福田河 نهر فو تيان
- 新洲河 نهر شين جوو

## المنطقة الاقتصادية
تقع على الحدود مع «هونغ كونغ»، يمر عبرها خط السكة الحديدية الواصل بين «قوانغتشو» و«هونغ كونغ». أصبحت المدينة وضواحيها عام 1981 م أول منطقة اقتصادية خاصة في جمهورية الصين الشعبية. قامت الحكومة الصينية بإنشاء هذه المناطق لفتح اقتصاد البلاد على الاستثمارات الخارجية. تقترح هذ المناطق على المستثمرين مزايا ضريبية هامة، والضرائب فيها أقل من تلك المعمول فيها في باقي أرجاء الصين، كما تتوافد إليها اليد العاملة الرخيصة.
شنجن هي مركز تكنولوجي رئيسي في الصين، وتضم بعض من أكبر شركات التكنولوجيا في الصين مثل تينسنت وهواوي وداجيانغ.

## المواصلات
مدينة شنجن حديثة وبها شبكة مواصلات حديثة تتألف من سيارات التاكسي ولها ثلاث ألوان الأحمر وهو في عموم المدينة والأصفر والأخضر ضمن مناطق خاصة والحافلات الكبيرة والحافلات الصغيرة وشبكة المترو التي بدأ إنشاء الشبكة عام 2006 والعمل مستمر لكي يشمل المدينة كلها وهو عبارة عن 9 خطوط متشابكة تغطّي معظم المدينة من الشمال والجنوب والشرق إلى الغرب وكل خط له لون مميز.

## نقاط العبور الحدود
- نقطة العبور لوخو
- نقطة العبور خوان غان (و اسمها بلغة هونغ كونغ) لو ما دجو.
- نقطة عبور المطار
- نقطة العبور من الميناء شه كوو
- نقطة العبور ميناء يان تيان
- نقطة العبور شا تو جياو
- نقطة العبور ون جين دو

## المطار
يوجد في المدينة مطار ضخم يبعد عن مركز المدينة حوالي 45 كم ويقع في شمال المدينة ويتألف من مبنيين أ وب

## دنغ شياو بينغ
للمرة الأولى في عام 1979 اقترح الزعيم الشيوعي الصيني الراحل دنغ شياو بينغ الذي يعتبر زعيم «كبير مهندسي بناء منطقة شنتشن الاقتصادية الخاصة». إقامة منطقة شنتشن الاقتصادية الخاصة وفي عامي 1984 و 1992 كان يعمل زيارة سنوية للمدينة لوضع مزيد من التوجية والمقترح لبناء مدينة حديثة في حال فشل المفاوضات مع بريطانيا لتكون بديلا من هونغ كونغ

## المساجد الإسلامية
يوجد في المدينة مسجدين
- الأول هو المسجد الرئيس في منطقة مي لين تشه قوانغ صوه (梅林车管所 Mei lin che guang suo)وتقام فيه الصلوات الخمس وصلاة الجمعة وصلاة العيدين ويتسع لأكثر من 1500 مصلي

يوم الجمعة يباع أمامه أطعمة إسلامية ولحوم مذبوحة حسب الشريعة الإسلامية ويوجد عدة مطاعم إسلامية دائمة بجانبه
- الثاني وهو مسجد الفندق الإسلامي في منطقة ون جين لو مو سي لين بين قوانغ (穆斯林宾馆 Mu si lin bing guan) وتقام فيه الصلوات الخمس وصلاة الجمعة وتقام فيه صلاة العيد. أمامه محلات تبيع أطعمة ومنتوجات إسلامية

## الحياة الاقتصادية
شنتشين مدينة حديثة لذلك مستوى الحياة بها يعتبر مرتفع مقارنة مع المدن الأخرى حيث بها أسواق ومصانع الإلكترونيات وقطع الكمبيوتر والهواتف النقالة ومكاتب الشركات الأجنبية اليابانية والتايوانية والهونغ كونغية فهي مدينة استثمارات خارجية لذا تجد به نسبة السكان معظمهم من خارج المدينة جاؤوا للعمل وايجاد فرص حياة أفضل وكذلك عدد كبير من الاجانب مستثمرين وتجار.

## الحدائق والمنتزهات

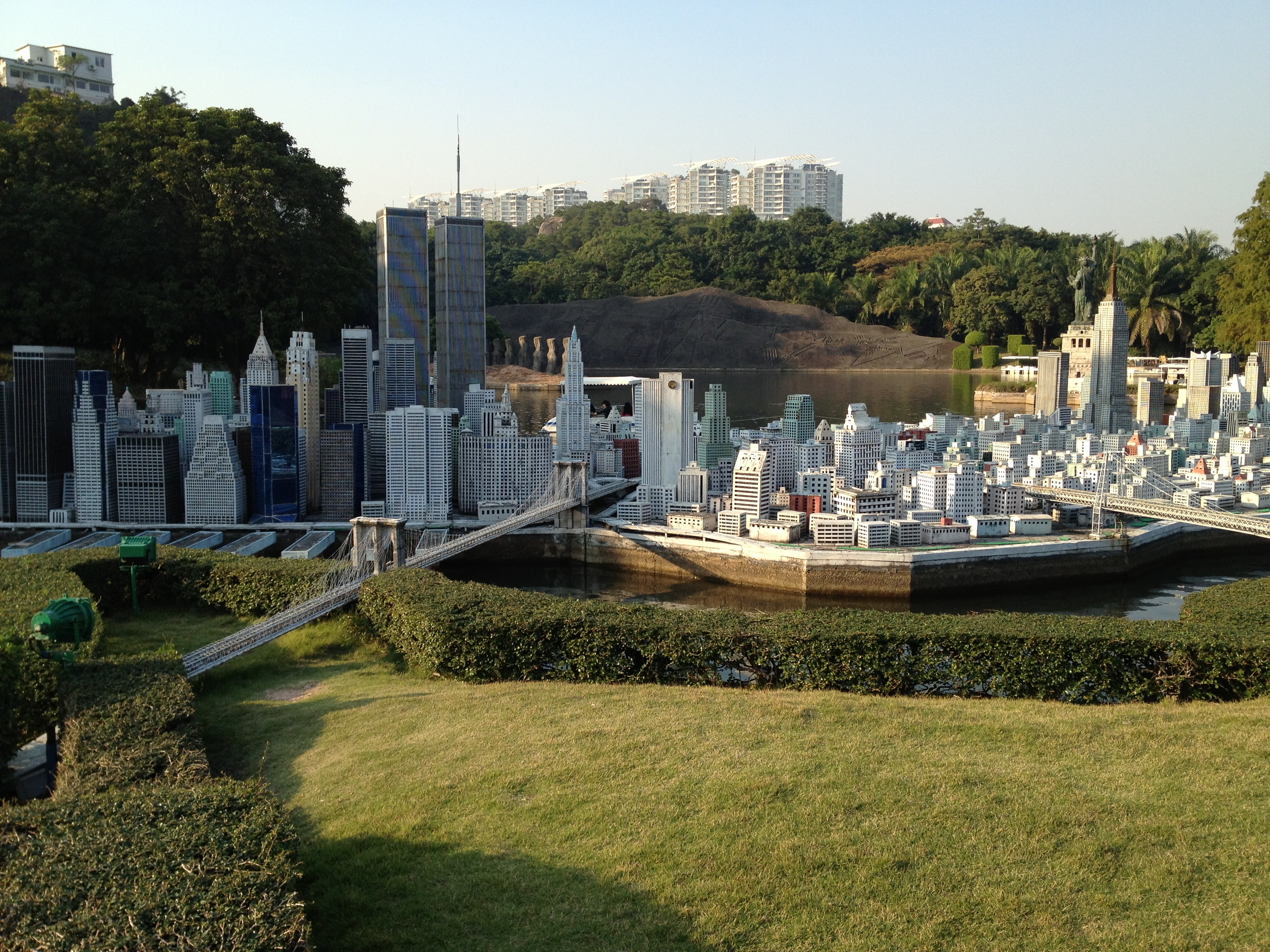
نموذج مصغر لناطحات السحاب في نيويورك في حديقة نافذة على العالم

مدينة شنجن حديثة نسبيا لذا كان تخطيطها يحتوي على شوارع عريضة وساحات كثيرة وبها عديد الحدائق حتى لقبت بمدينة الحدائق.
من بين الحدائق :
- حديقة نافذة على العالم
- حديقة الحيوانات
- حديقة الزهور

## التعليم

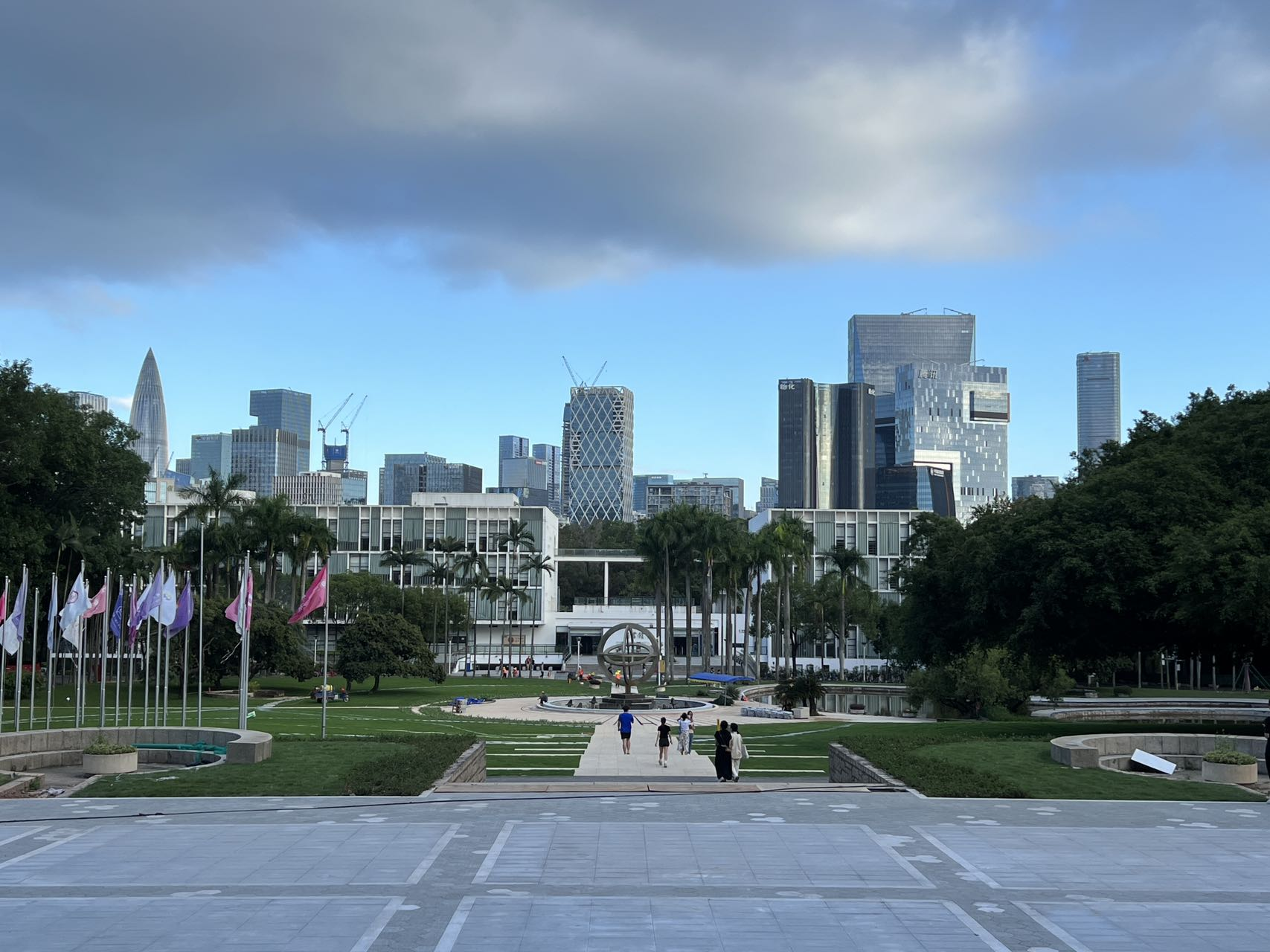
جامعة شنجن

مستوى التعليم بها جيد جدا تبعا للحياة الاقتصادية التي تعيشها المدينة ومدارسها حديثة حيث تولى الحكومة المحلية هتماما بالغا بالتعليم
الأساسي والثانوي والمهني
يوجد بها جامعة شنتشين Shenzhen University
المعاهد العليا والجامعات
- Shenzhen University جامعة شنتشين
- Shenzhen Polytechnic معهد البولي تكنك معهد تقني عالي
- Shenzhen Radio and TV University جامعة الراديو والتلفزيون
- Shenzhen Institute of Information Technology جامعة تكنولوجيا المعلومات
- Shenzhen Graduate School of Peking University معهد تابع لجامعة بكين
- Shenzhen Graduate School of Tsinghua University معهد تابع لجامعة تشين هواه (الأولى في الصين من حيث الترتيب الأكاديمي)
- Shenzhen Graduate School of Harbin Institute of Technology معهد الدراسات العليا تابع لجامعة هاربين
- (Southern University of Science and Technology (Under Construction الجامعة الجنوبية للتكنولوجيا والعلوم تحت الإنشاء

بالإضافة إلى العديد من المدارس الثانوية والمهنية ومدارس تعليم اللغات الاجنبية
Shenzhen Middle School
Shenzhen Foreign Languages School
Shenzhen Experimental School